# Tonaufnahme

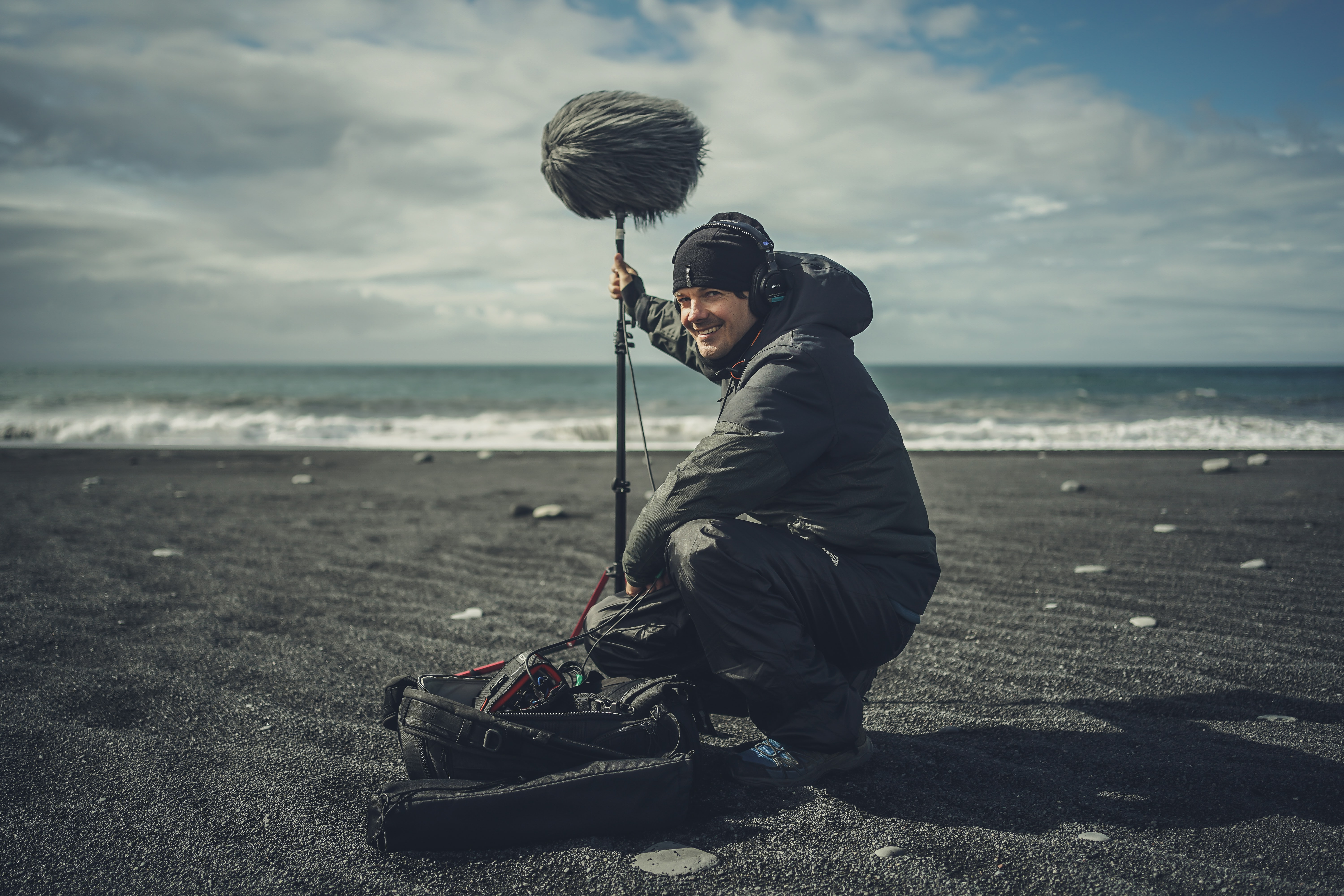
Tonaufnahme mit Windschutz

Unter einer Tonaufnahme (auch: Tonaufzeichnung) versteht man in der Tontechnik die Aufzeichnung von Schall, also von Geräuschen, Tönen, Musik und Sprache mit Hilfe von Audiorekordern zur späteren Wiedergabe. Technisch betrachtet ist die Tonaufnahme der erste Teil einer Tonsignal-Verarbeitungskette in der Tontechnik, wobei der Aufzeichnung die Speicherung (als Audiodatei) und Wiedergabe (mithilfe eines Audioplayers) folgt.

## Allgemeines
Die Aufnahme von Tönen kann auf verschiedene Weisen erfolgen:
- mechanisch (Rillen in Walzen, Schallplatten oder auf anderen geeigneten Feststoffen),
- magnetisch (Tonband),
- optisch (Lichtton von Kinofilmen),
- digital, nämlich auf magnetischen (Floppy Disk, Festplatte, DAT) und optischen (CD, DVD) Medien, oder auch auf unbeweglichen digitalen Speichern (Solid-State-Drive).

## Abgrenzung
Vielfach wird im Zusammenhang mit der Mikrofonierung von der Abnahme von Instrumenten gesprochen (etwa: „dieses Mikrofon ist besonders für die Abnahme von Gitarren geeignet …“). Zu beachten ist, dass bei exakter Ausdrucksweise ein Schallereignis nur dann abgenommen wird, wenn vom Schallwandler Körperschall am Schallerzeuger aufgenommen wird – ohne Umweg über die Luft. Dementsprechend heißen solche Systeme auch Tonabnehmer. Mikrofone hingegen befinden sich in einem Schallfeld in der Luft.
Ein Tonabnehmer, heute meist auf Basis von Piezokristallen, ist in der Lage, die Schwingungen eines Festkörpers direkt in elektrische Signale zu wandeln (Tonabnehmer für Plattenspieler, Kehlkopfmikrofone, Körperschallaufnehmer). Abweichend werden Systeme, die mechanische Schwingungen eines Festkörpers über Spulen und Magnete in elektrische Signale umsetzen, auch als Tonabnehmer bezeichnet (Gitarren-Pick-ups).
Musikaufnahme ist die technisch generierte Präsentation einer Musikaufführung. Sie folgt eigenen musikalischen und ästhetischen Gesetzen. Die Musikaufnahme ist eine technische Aufbereitung des klanglichen Ereignisses. Die Aufnahme verkörpert damit ein eigenständiges ästhetisches Artefakt, das bei live-Aufführungen nicht mehr reproduzierbar ist. Sie setzt Standards, an denen jede musikalische Aufführung, bewusst oder unbewusst, gemessen wird.
Musikproduktion hingegen ist eine Konstruktionstechnik, in deren Ergebnis mediengebundene musikalische Ereignisse entstehen, die nicht nur eigenständige ästhetische Artefakte darstellen, sondern durch technikvermittelte ästhetische Dimensionen geprägt sind, die die Aufführungspraxis selbst nicht kennt, diese aber auch nicht unverändert gelassen hat.

## Geschichte

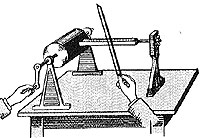
Kymograph mit Stimmgabel

Jean Marie Constant Duhamel hatte entdeckt, dass man einen Bleistift so mit einer Stimmgabel kombinieren konnte, dass dieser die Vibrationen der Stimmgabel als Wellenlinie wiedergab. Der Physiker Thomas Young baute aufgrund dieser Entdeckung den ersten Kymographen (Wellenschreiber), den er 1807 beschrieb.  Mit diesem Gerät konnte er Vibrationen einer Stimmgabel auf einer rußgeschwärzten rotierenden Walze aufzeichnen. Sein Apparat gilt als Vorläufer des Phonographen, und dieses Prinzip als Basis für die Aufzeichnung und Analyse von Tönen, wie der von ihm untersuchte Kombinationston.

Phonautograph von Scott de Martinville

Die älteste erhaltene Tonaufnahme (im weitesten Sinne) stammt aus dem Jahr 1860 und wird dem Franzosen Édouard-Léon Scott de Martinville zugeschrieben, als er am 9. April 1860 das französische Volkslied Au clair de la lune mit seinem Phonautografen („Schallselbstschreiber“) vertonte, einer Membran am Boden eines Eimers, auf der eine Schweinsborste die Aufnahme in rußgeschwärztes Papier kratzte. Das bereits im März 1857 patentierte Gerät geriet allerdings in Vergessenheit.

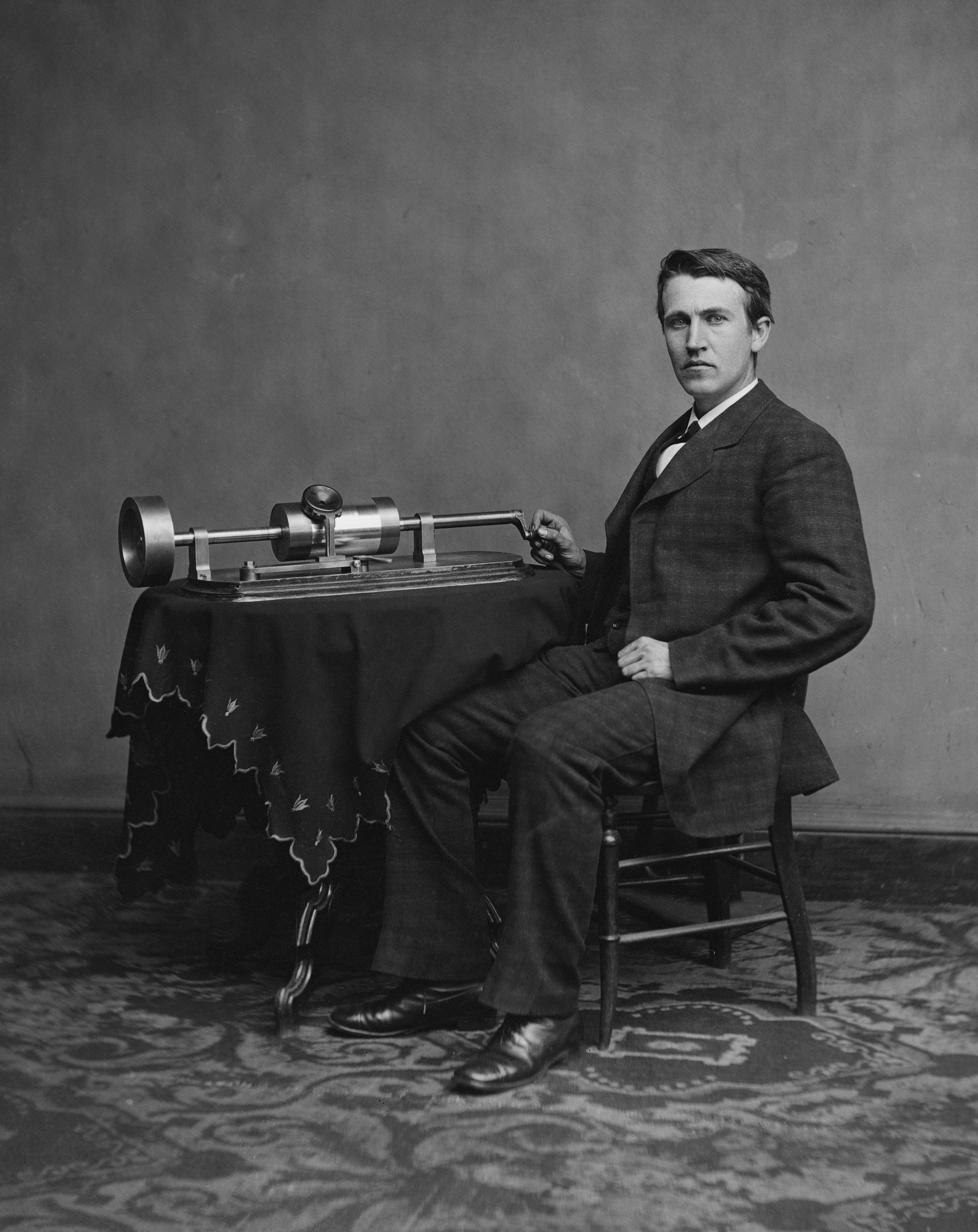
Thomas Alva Edison mit seinem leicht verbesserten Zinnfolien-Phonographen von 1878

Die Aufnahmetechnik für die ersten kommerziellen Schallplatten begann als direkter Mitschnitt auf die – nicht löschbare – Phonographenwalze. Der Phonograph wurde am 18. Juli 1877 durch seinen Erfinder Thomas A. Edison erstmals am 12. August 1877 mit dem berühmt gewordenen Satz aus einem Kinderlied („Mary Had a Little Lamb“) für Tonaufnahmen benutzt und als Sprechmaschine am 19. Februar 1878 patentiert. Er richtete ein permanentes Tonstudio in West Orange ein. Die frühe Aufnahmetechnik war noch sehr unzuverlässig, so dass oft mehrere Takes für eine gute Aufnahme erforderlich waren. Edison schickte seinen „Perfected Phonograph“ an George Gouraud in London, und am 14. August 1888 stellte dieser das Gerät in einer Pressekonferenz vor. Dabei spielte er auch eine Aufnahme eines Stücks für Klavier und Kornett aus Arthur Sullivans „The Lost Chord“. Dies war bzw. ist eine der ältesten erhaltenen Musikaufnahmen. Eine Reihe von Präsentationen folgte, bei der das Gerät Mitgliedern der Gesellschaft im „Little Menlo“ in London gezeigt wurde. Sullivan wurde am 5. Oktober 1888 eingeladen. Nach dem Dinner nahm er mit dem Gerät eine kleine Rede auf, um diese an Edison zu senden. Darin sagte er unter anderem:

„I can only say that I am astonished and somewhat terrified at the result of this evening’s experiments: astonished at the wonderful power you have developed, and terrified at the thought that so much hideous and bad music may be put on record forever. But all the same I think it is the most wonderful thing that I have ever experienced, and I congratulate you with all my heart on this wonderful discovery.“

Diese Aufnahmen wurden in den 1950er Jahren in der Edison Library in New Jersey entdeckt.

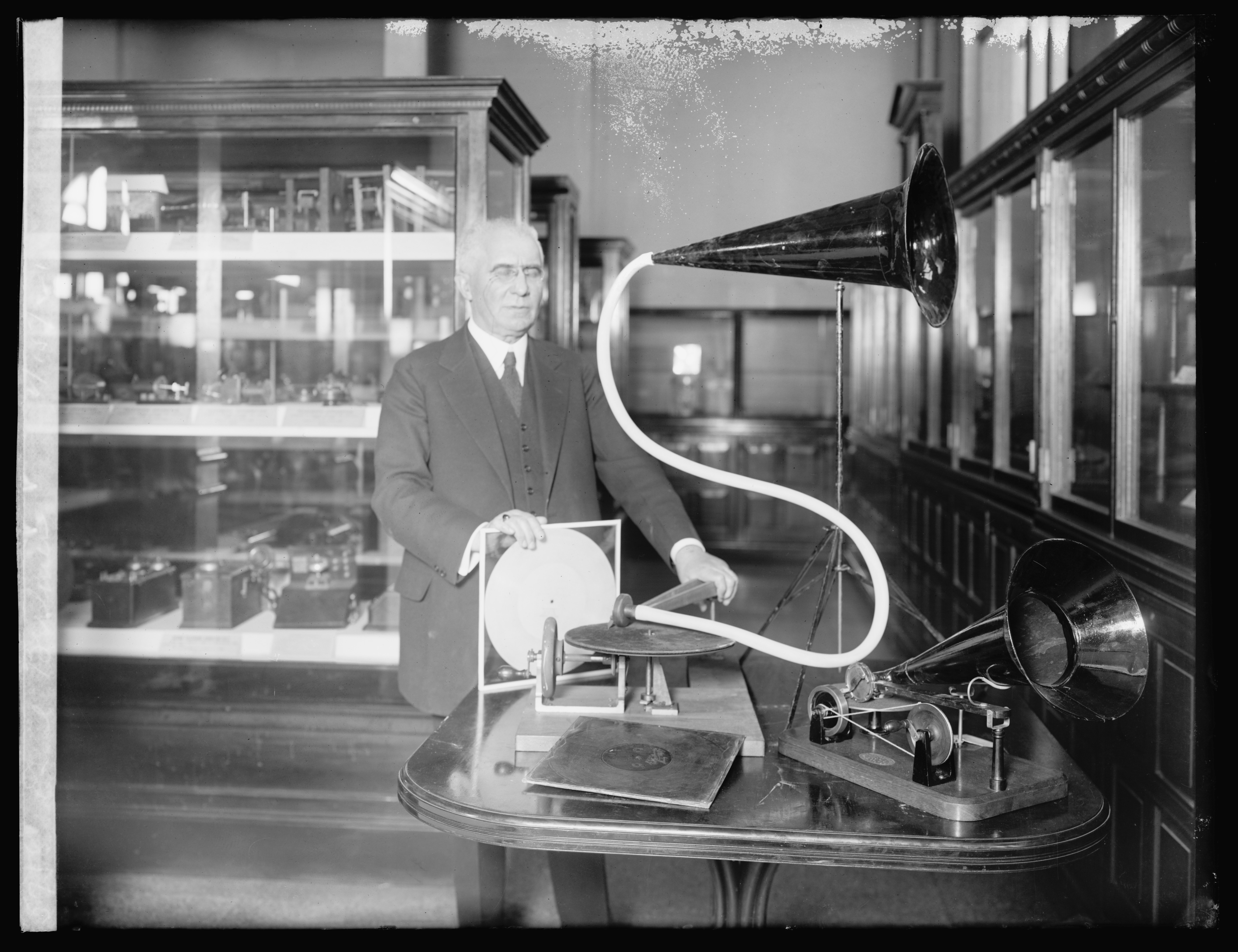
Emil Berliner 1921 mit seiner Töne auf Schallplatte schreibenden Grammophon

Emile Berliner konstruierte Anfang 1887 ein Gerät, mit dem die Schallwellen die Rille horizontal auslenkten. Die mechanischen Schwingungen ließ er eine Stahlnadel schneckenförmig in eine dick mit Ruß überzogene Glasplatte einritzen, wofür er am 8. November 1887 ein Patent erhielt. Im Mai 1888 stellte er der Öffentlichkeit Grammophon und Schallplatte vor. Während die Edison-Walzen ursprünglich zeitaufwändig einzeln bespielt werden mussten, konnten die Schallplatten sehr kostengünstig in Massenproduktion gepresst werden. Die kommerziell verkauften Grammophone waren daher von vornherein nur für die Wiedergabe gedacht und konnten dadurch deutlich weniger aufwendig konstruiert und damit auch günstiger hergestellt werden. Ein weiterer Unterschied war, dass die Töne bei Berliners System durch seitliche Kurven der Schallrille dargestellt wurden und bis heute bei allen Schallplatten werden (sogenannte Seiten- oder Berliner-Schrift), während Edison die Schallwellen in die Tiefe der Rille eingraben ließ (sogenannte Tiefen- oder Edison-Schrift).
Nach mehreren fehlgeschlagenen Unternehmensgründungen entstand im April 1893 die United States Gramophone Company und anschließend die Berliner Gramophone. Die von Berliner und seinem Bruder Joseph im November 1898 in Hannover gegründete Deutsche Grammophon GmbH konnte erstmals Schallplatten in größerer Menge herstellen. Während der Phase der Schellackschallplatten wurden wegen der Empfindlichkeit der Wachsmatrixen stets mehrere Takes eingespielt, von denen der beste veröffentlicht wurde.
Diese beiden und verwandte frühe Systeme (insbesondere das Walzensystem des Franzosen Henri Lioret, der erstmals Zelluloid für seine Tonträger benutzte, und die etwas späteren Plattensysteme von Edison und der französischen Firma Pathé Frères) fasst man üblicherweise unter dem Begriff akustische Tonaufzeichnung zusammen, weil sie völlig ohne Elektrizität auskommen. Dieser Begriff ist jedoch irreführend, denn die Akustik ist stets beteiligt, wenn es um Schall geht. Entscheidendes Merkmal dieser Systeme ist dagegen, dass der Schall in Schwingungen einer Membran verwandelt wird, die dann auf rein mechanischem Weg gespeichert und reproduziert werden. Die gesamte hierfür benötigte Energie muss der Schall selbst aufbringen. Dadurch sind der Klangqualität (Frequenzumfang und Ausgewogenheit der wiedergegebenen Töne) und Lautstärke enge Grenzen gesetzt, die im Lauf der Geschichte zwar ausgeweitet, aber nie auch nur ansatzweise beseitigt werden konnten. Dies ermöglichte erst die Elektrizität und später die Elektronik. Die „akustische“ Tonaufzeichnung wurde auch genutzt, um durch mechanische Kopplung des Phonographen oder Grammophons mit einem Filmprojektor die ersten Tonfilme vorzuführen. Im Bereich der Filmtechnik spricht man dann von Nadelton-Verfahren. Die frühen Versuche in dieser Richtung, etwa durch Edison oder den deutschen Filmpionier Oskar Messter, scheiterten aber noch an der begrenzten Lautstärke.
Erst die magnetische Tonaufzeichnung durch elektromagnetische Induktion mit dem von Valdemar Poulsen im November 1898 vorgestellten Telegraphon ermöglichte die Löschung von Aufnahmen auf dem Tonträger. Sein Telegraphon war zu Beginn hauptsächlich für die Aufzeichnung von Telefongesprächen gedacht. Tonträger war in der ursprünglichen Bauweise ein Draht, der helixförmig fest außen auf einer Walze angebracht war. Über dieser glitt ein U-förmiger Magnettonkopf auf einer Schiene hin und her und umfasste dabei den Draht. An dem Elektromagneten des Tonkopfes war ein Telefonhörer angeschlossen. Bei der Aufnahme erzeugte der im Mikrofon erzeugte Induktionsstrom ein Magnetfeld in dem Draht, das dann bei der Wiedergabe einen elektrischen Strom im Tonkopf erzeugte, der dem Schall entsprach und über den Telefonhörer als solcher wahrgenommen wurde. Eine spätere Bauweise dieses Gerätes benutzte ein Metallband auf zwei Spulen und kam damit im Aussehen schon dem Tonbandgerät nahe, das die AEG im Jahre 1935 unter dem Namen „Magnetophon“ vorstellte. Dessen Kunststoff-Tonträger waren bei der BASF auf der Basis eines früheren, aus Papierstreifen bestehenden Systems entwickelt worden.
Die Deutsche Grammophon errichtete ihr erstes Tonstudio 1900 in Berlin. Eine der ersten bedeutsamen kommerziellen Tonaufnahmen wird dem Tenor Enrico Caruso zugeschrieben, der am 12. November 1902 für die Grammophone Co. in Italien die Arie „Vesti la giubba“ (aus Ruggero Leoncavallos Oper Pagliacci) als erstem Millionenseller der Musikgeschichte mit der neuen „Victor master disc“-Methode aufnahm. Die erste Jazzaufnahme stammte von der Original Dixieland Jass Band (aufgenommen am 26. Februar 1917) für das Plattenlabel Victor Talking Machine Company mit dem Livery Stable Blues/Dixie Jass Band One Step. Das erste elektrische Aufnahmeverfahren gab es am 11. November 1920 durch die Erfinder Lionel Guest und H. O. Merriman in der Westminster Abbey.
Als sich in den späten 1920er der Rundfunk stark verbreitete, gab es erste Geräte, die man an die Radioempfänger anschließen konnte, um mit ihnen das Radioprogramm mitzuschneiden. Unter Juristen entstanden dazu bereits 1926 mehrere urheberrechtliche Einlassungen, die sich um die private Kopie, die öffentliche Aufführung und ähnliche Aspekte drehten.

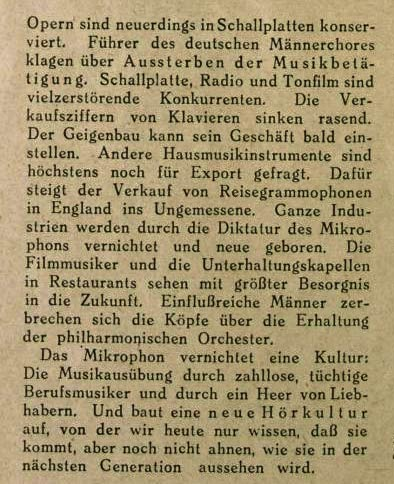
„Neue Hörkultur“ – Scherl’s Magazin von September 1929

Mit den hochwertigeren Aufzeichnungstechniken der 1920er Jahre kam auch die Kritik auf. So schrieb Otto Kappelmayer 1929 von der „Diktatur des Mikrophons“ und meinte damit, dass die Technik Musikern, bis auf wenige, die mit Aufnahmen erfolgreich wurden, ihrer beruflichen Existenz beraube, weil immer mehr Menschen Musik über Schallplatten konsumierten.
Ab etwa 1963 brachten mehrere Firmen erheblich verkleinerte Tonbandgeräte heraus, die das Tonband nicht mehr auf offenen Spulen aufwickelten, sondern in Kassetten. Das erleichterte die Handhabung und Lagerung erheblich. Wegen sehr liberaler Lizenzerteilung setzte sich das Philips-System (Compact Cassette, CC) weltweit durch. Dabei ist zur einfachen Handhabung ein Tonband einschließlich zweier Spulen in einem Kunststoffgehäuse gekapselt. Umgangssprachlich wird die CC oft auch einfach „Kassette“ oder „Tape“ genannt. Bereits vorbespielt verkaufte Kassetten werden als Musikkassetten oder MusiCassette (MC) bezeichnet. Das Abspielen und Aufnehmen von Kassetten erfolgte mit einem Cassettenrekorder. Als Weiterentwicklung der elektromagnetischen Tonaufzeichnung gelang etwa von 1960 an auch die elektromagnetische Bildaufzeichnung (im Jargon der Fernsehtechnik Magnetaufzeichnung (MAZ) und im privaten Bereich Videotechnik genannt). Außerdem basiert die digitale elektromagnetische Datenspeicherung auf dieser Technologie.

## Heutige Aufnahmeverfahren
Die Tonaufzeichnung ist ein technischer Vorgang, bei dem akustische Schwingungen bei allen heutigen Verfahren in elektrische Signale gewandelt und dann in analoger oder digitaler Form (elektromagnetische Analogaufnahme bzw. Digitalaufnahme) auf Trägermedien gespeichert werden. Dabei wird immer die Schwingung des Schalls aufgezeichnet; das ist – wissenschaftlich ausgedrückt – die Schalldruckänderung als Verlauf der Amplitude (Spannungswert) über der Zeitachse.
Sollen mehrere Tonaufnahmen, die zeitlich unabhängig voneinander erfolgten, später zeitsynchron abgespielt werden, wird entweder ein Timecode zusammen mit dem Signal aufgezeichnet und die Signale anhand der Zeitstempel synchronisiert, oder es wird eine Mehrspuraufnahme auf einem gemeinsamen Tonträger erstellt.

### Mehrspuraufnahme
Bei diesem Verfahren werden Tonaufnahmen gleichzeitig oder nacheinander mit einem Mehrspurrekorder auf einem Medium erstellt, wobei die einzelnen Aufnahmen aber in sogenannten Spuren getrennt voneinander aufgezeichnet werden. Dadurch können die Tonaufnahmen im Tonstudio getrennt voneinander in vielfältiger Weise bearbeitet werden.
Werden die Aufnahmen der Einzelspuren nacheinander erstellt und einander hinzukopiert, spricht man vom Overdubbing-Verfahren.

### Summenspuraufnahme
Hierbei werden die mehrkanaligen Tonsignale ohne Zwischenspeicherung direkt zum sogenannten Summensignal zusammengemischt. Das Resultat ergibt fertige Stereospuren oder Surroundspuren.
Der technische Aufwand gegenüber einer Mehrspuraufnahme ist hier geringer, da die Aufzeichnungsgeräte und deren Verschaltung wesentlich einfacher ist, bzw. Aufwand entfällt. Der Nachteil ist aber, dass man bei der Aufnahme an Flexibilität  verliert. Sie beschränkt sich auf die Möglichkeiten, die beim Mastering bestehen.

## Stereoaufnahmen
Abgesehen von Surroundaufnahmen brachte das Plattenlabel Audio Fidelity Records im Oktober 1957 die erste Stereo-Schallplatte heraus, bei der mittels unterschiedlichster Stereoaufnahmeverfahren ein zweikanaliges elektrisches Signal erzeugt wird, das – über ein Stereodreieck abgespielt – die Schallszene auf der Stereobasis zwischen den beiden Lautsprechern abbildet. Auf einem Kanal waren Eisenbahngeräusche zu hören, auf dem anderen eine Jazzaufnahme der Dukes of Dixieland.
Im Bereich der konservativen Tonaufnahme, bei denen die Stereosummen ohnehin aus Gründen der Beurteilung der Mischung hergestellt werden müssen, sind diese 2-Kanalaufnahmen trotz preisgünstiger Mehrspurtechnik weiterhin typisch. Die Stereoaufnahme verbreitete sich nicht sofort, denn vor 1960 wurden überwiegend noch Monoaufnahmen angefertigt.

### Stereofizierung von Monoaufnahmen
Aus einer Monoaufnahme lässt sich eine Pseudo-Stereofonieaufnahme erzeugen, ohne dass dabei das Original-Monosignal zerstört werden muss. Dies wird auch „Electronic Stereo“ genannt (siehe Pseudostereofonie). Von besonderer Bedeutung ist das Erhalten des Original-Monosignals bei historischen Quellen. Die Stereofizierung erfolgt meist so, dass ein zeitversetztes Signal oder ein aus einem Halleffektgerät gewonnenes Signal dem Original einmal phasenrichtig und einmal phaseninvertiert beaufschlagt wird, um die beiden Stereosignale zu gewinnen. Dadurch entsteht ein künstlicher Raumeindruck. Bei der Addition beider Kanäle erhält man wieder das vorherige Monosignal.

## Speicherverfahren

### Analoge Speicherung
Bei der analogen Tonaufnahme werden die von den Mikrofonen gewonnenen Signale je nach Trägermedium in andere analoge Schwingungen übersetzt, z. B. in wechselnd starke Magnetisierung eines am Schreibkopf einer Bandmaschine gleichmäßig vorbeigeführten Tonbandes. Die Nachteile der analogen Speicherung liegen hauptsächlich in der Abnutzung des Materials. Auch bei der Compact Disc (CD) wurden zunächst analoge Verfahren eingesetzt (siehe Geschichte der CD).

### Digitale Speicherung

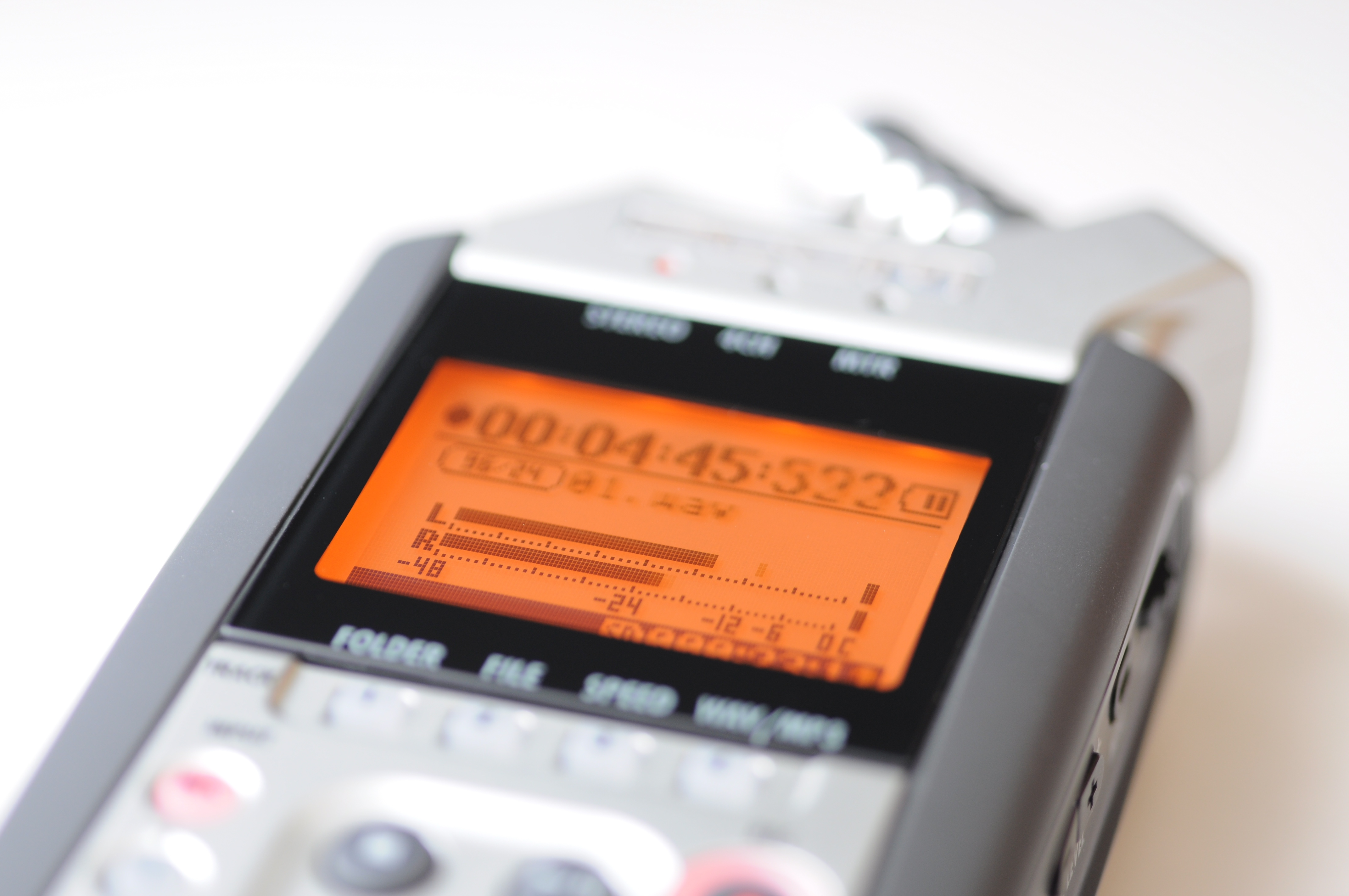
Pegelanzeige bei der digitalen Tonaufnahme

Digitale Aufnahme bedeutet, dass die Signalquelle entweder schon selbst bereits digital ist (z. B. digitale Synthesizer), oder dass analoge Audiosignale, die beispielsweise von Mikrofonen aufgenommen werden, in der Signalkette mit Hilfe eines Analog/Digital-Wandlers digitalisiert werden.
Durch die digitale Aufzeichnung entfallen bestimmte Störfaktoren, die bei einer analogen Aufzeichnung anfallen würden (z. B. Bandrauschen, Plattenkratzen). Andererseits wird bei der Digitalisierung die Qualität der Aufnahme entscheidend festgelegt. Daher wählt man für diesen Schritt teilweise höhere Sampling-Raten und/oder eine höhere Wortbreite pro Sample, als später für die Vervielfältigung z. B. auf einer Audio-CD eigentlich nötig wäre. Das Produkt aus Sampling-Rate und Wortbreite (und Kanalanzahl) wird auch Bitrate genannt.